# Lucília Simões
Lucília Cândida Simões Furtado Coelho ComSE (Rio de Janeiro, 2 de abril de 1879 — Lisboa, 8 de junho de 1962) foi uma atriz, encenadora e empresária portuguesa de nacionalidade luso-brasileira.

## Biografia
Filha do ator e empresário teatral Furtado Coelho e da aclamada atriz Lucinda Simões, ambos portugueses, nasceu no bairro de São Francisco Xavier, no Rio de Janeiro, no período em que os seus pais estiveram no Brasil, a 2 de abril de 1879. Tinha um irmão gémeo, Luciano Simões, que também foi ator, com menos sucesso e era neta do grande Actor Simões. No entanto, muito nova, vem para Portugal com a mãe após a separação dos pais, onde se educa.

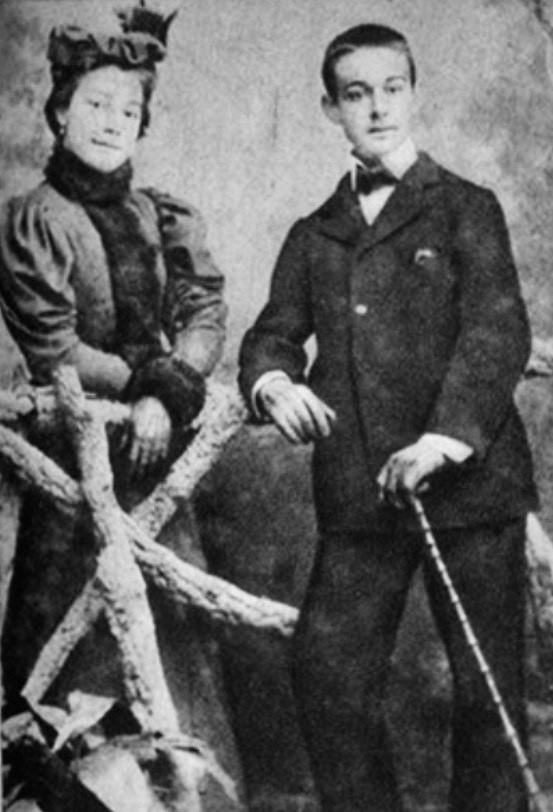
Lucília e o seu irmão gémeo Luciano (Lisboa, década de 1890).

Sentiu, desde muito nova, vocação para o teatro, que não teve, da parte dos pais, de início, decidido encorajamento.
Pisou o palco pela primeira vez numa digressão da mãe, aos 16 anos, no Teatro Avenida em Coimbra, a 4 de maio de 1895, no segundo ato da peça Frei Luís de Sousa, de Almeida Garrett, que performa ao lado do avô, que interpretava o papel de "Aio Telmo", tendo Lucília representado o papel de "Maria", repetindo o mesmo ato da peça em vários teatros da província.
A sua estreia profissional ocorre em dezembro de 1895, no Teatro da Rua dos Condes, com a companhia da sua mãe, na peça Madame Sans-Gêne, de Victorien Sardou e Émile Moreau, interpretando a "Rainha Carolina de Nápoles", papel sem grande importância a que ela deu relevo, merecendo, por isso, grandes louvores da crítica e muitos aplausos do público, cativado pelo mérito da estreante. Representou depois em Francillion, de Dumas (Filho), O Perdão, de Jules Lemaître, O Lenço Branco, de Alfred de Musset, numa adaptação de Furtado Coelho e Os Cabotinos.
Em 1897, acompanhou a sua mãe numa digressão ao Brasil, onde obtém grande sucesso em Madame San-Gêne. Pouco depois de voltar a Portugal foi contratada para o Teatro Nacional D. Maria II, onde ali se estreou numa peça intitulada Família Americana. Rosa Damasceno, que não queria abandonar o papel das "ingénuas", contrariava, o mais que podia, as artistas mais novas, susceptíveis, por seus méritos, de prejudicarem a sua pretensão, ameaçada pela idade. E Lucília, com quem a mãe se solidarizou, deixou, mais tarde, de fazer parte da Companhia. Em 1898, ainda na Companhia Rosas & Brazão, interpreta o papel de "Baronesa Vaubert" na peça Mademoiselle de la Seiglière, de Jules Sandeau e de "Roxane" na peça Cyrano de Bergerac, de Edmond Rostand, participando do mise-en-scène.

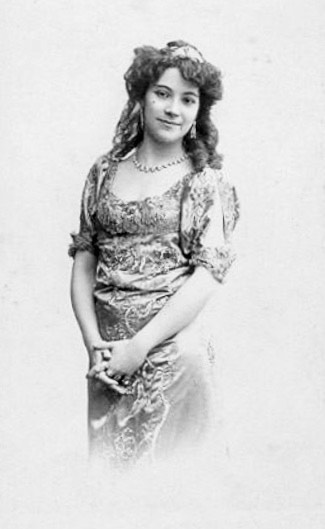
Lucília Simões na peça Tosca (Arquivo Municipal de Lisboa - Arquivo Fotográfico).

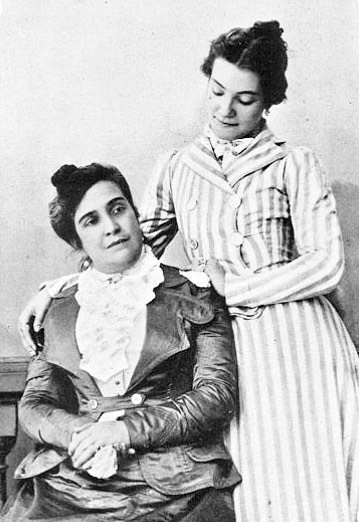
Lucília com a mãe, Lucinda Simões (Illustração Portuguesa, publicado a 27 de dezembro de 1909).

Seguiu, com mãe, em digressão para Coimbra, cidade que Lucília escolhera para estrear, no Teatro Circo Príncipe Real, A Casa da Boneca, de Henrik Ibsen. Foi nesse ano de 1899 que, pela primeira vez, em Portugal, se representou uma obra do grande dramaturgo norueguês. O êxito foi clamoroso. Lucília teve, na protagonista, a revoltada personagem "Nora", de que fez uma interpretação magistral, o primeiro grande êxito da sua carreira brilhatíssima.
A peça foi mais tarde representada, também, por Lucília, em Lisboa, no Teatro Gymnasio, mas só às terças-feiras, dia consagrado ao descanso da Companhia que ali trabalhava regularmente. O êxito foi tão grande, que as lotações esgotavam-se, horas depois de os bilhetes serem postos à venda. Quando se dava um espetáculo, já os bilhetes do que se seguia tinham sido adquiridos. Demi-monde, de Dumas Filho e Teresa Raquin, de Émile Zola são outras peças em que se destaca.
Lucília seguiu depois para o Brasil, numa Companhia dirigida e organizada pela mãe e o ator Cristiano de Sousa. O êxito de A Casa da Boneca, no Rio de Janeiro, foi tão grande que, ao fim de um mês, as despesas da deslocação ao Brasil, viagem incluída, estavam inteiramente cobertas. Ali se conservou 18 meses, sempre com grande êxito, obtendo, então, na Diana de Lys, de Dumas, um êxito considerável. Animada pelos seus triunfos, pouco depois de regressar a Portugal, seguiu, outra vez para o Brasil, agora como primeira figura de uma Companhia. Os seus êxitos repetiram-se em especial, ao interpretar as protagonistas de Zázá, de Pierre Berton, de Blanchette, de Eugène Brieux e de Tosca, de Victorien Sardou.
Em 1901, ingressa na Companhia Rosas & Brazão, contratada pelo Visconde de São Luís de Braga, empresário do Teatro D. Amélia. Aí ganha verdadeiramente nome e consolida-se como uma das atrizes modernas da cena portuguesa. Interpretou A Lagartixa, de Georges Feydau, em alternância com a grande Ângela Pinto e algumas das peças que estreara no Brasil. Contrariando do desejo de sua mãe, que a queria levar de novo ao Brasil, resolveu ficar no Teatro D. Amélia. Não queria continuar a ser, como ela se considerava, cronicamente "menina prodígio". Desejava aprender, a sério, como dizia, a sua profissão, confiando-se ao grande ator e ensaiador que foi Augusto Rosa.

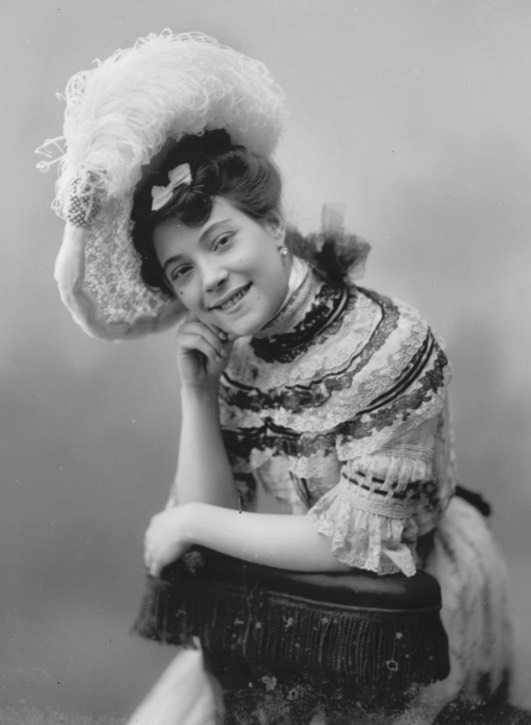
Lucília Simões (Foto Guedes, Arquivo Histórico do Porto).

Permaneceu no Teatro D. Amélia, consecutivamente, oito anos. Foram então assombrosos os seus progressos, enriquecendo a sua galeria de grandes criações. Ali conquistou alguns dos seus altos triunfos em Magda e Fogueira de São João, de Hermann Sudermann, A Rajada, de Henry Bernstein, A Casa em Ordem, de Arthur Pinero, O Duelo, de Henri Lavedan, A Castelã, de Alfred Capus, Rosas de todo o Ano, de Júlio Dantas, etc.

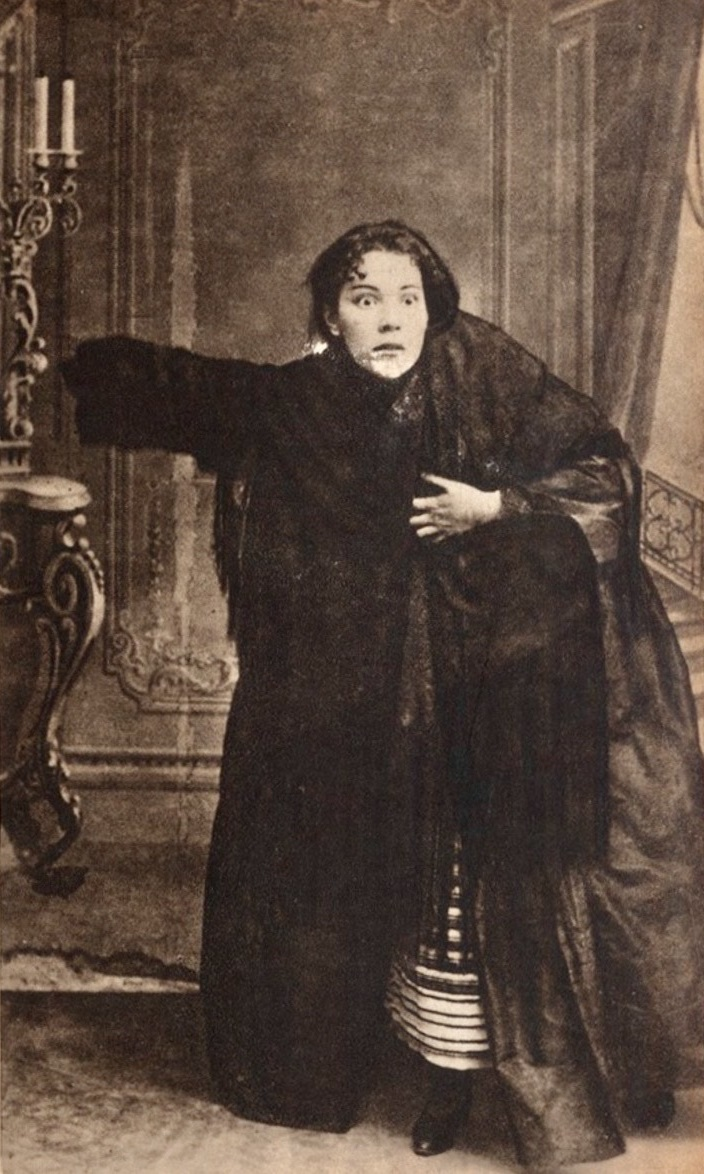
Lucília Simões em representação dramática.

Em 1908, por motivos de natureza particular, retirou-se do Teatro, dele se conservando afastada 15 anos. Rapareceu no Teatro Politeama, destacando-se em magistrais criações em Uma Mulher sem Importância, de Oscar Wilde e A Oitava Mulher do Barba Azul, de Alfred Savoir, nas quais teve um desempenho assinalável. Salienta-se ainda Baton, de Alfredo Cortês, escrita para ela.
Em 1923 casa-se com o ator Erico Braga, com quem funda uma companhia teatral. Fez ainda uma digressão ao Brasil e outra ao Porto. No Teatro de São Carlos, onde esteve cinco anos, à frente de uma Companhia, teve criações, entre muitas peças, em O Homem das Cinco Horas, A Vinha do Senhor, de Roberto de Flers e Francis de Croisset, e fez o principal papel feminino de O Mar Alto, de António Ferro. Mais tarde, no Teatro da Trindade interpretou o Rei da Sorte, Perdoia-nos Senhor, de Vasco de Mendonça Alves, A Cadeira da Verdade, de Ramada Curto, A Garçonne, extraído do romance do mesmo título de Victor Margueritte, Branco e Preto, de Sacha Guitry, etc. No Teatro Gymnasio, fez entre outras peças, A Raça, de Linares Rivas, A Primeira Noite, de Charles Méré e Eu e Ela.

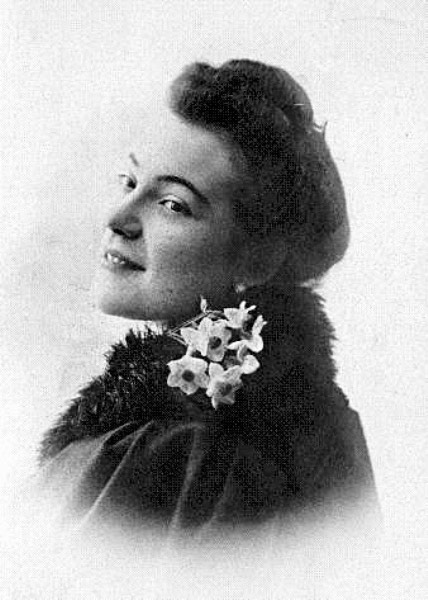
Lucília Simões (Arquivo Municipal de Lisboa - Arquivo Fotográfico).

De novo no Trindade, à frente de uma Companhia, fez O Senhor Prior, peça extraída de uma obra de Clément Vautel, O Sabão nº 13 e Sua Alteza, de Ramada Curto. Transitou depois para o Nacional em 1936 após o divórcio com Erico Braga, dissolvendo a sua companhia e juntando-se à Companhia Rey Colaço-Robles Monteiro. Desse período merecem assinalar-se, em especial, Isabel, rainha da Inglaterra, de André Josset, Recompensa, de Ramada Curto, Férias da Páscoa, Frei Luís de Sousa e, numa reposição, A Conspiradora, de Vasco de Mendonça Alves. Abandonou o Nacional para ingressar nos Comediantes de Lisboa, agrupamento artístico que ocupou o Trindade, dirigido por Ribeirinho. Ali entrou em Miss Ba, Os 5 Judeus, Electra, O Rei e Pugamalião.
Trabalhou em seguida, no Ginásio em Multa Provável, de Ramada Curto, A Farsa do Amor, de Carlos Selvagem e Henrique Galvão, entre outras. Em 1951, fazia, no Teatro Monumental, A Farsa do Amor, Luz sem fim, A loja da esquina, Multa provável, A menina está louca, O Dr. Juiz, Casca de laranja, João da Lua, África e Escombros. Esteve ainda dois anos no Brasil, como ensaiadora da Companhia Eva Todor.
No cinema destaca-se A Vizinha do Lado (1945), de António Lopes Ribeiro.
Cansada e desgostosa com o declínio do momento teatral no país, retirou-se do Teatro, tendo figuras ilustres organizado, para sua despedida, uma récita de rara importância a 9 de junho de 1953, com Encantamento e Raça de Azaral. Recebeu, entre outras distinções, a Comenda da Ordem de Sant’Iago, a Palma de Ouro da Academia Francesa e a Cruz Vermelha e a Cruz Verde.
Faleceu aos 83 anos, em Lisboa, na freguesia de Santa Catarina, no rés-do-chão do número 5 da Rua de Santa Catarina, onde residia, vítima de arterioesclerose. Encontra-se sepultada em jazigo, no Cemitério dos Prazeres, em Lisboa.
O seu nome faz parte da toponímia de Almada (freguesia da Sobreda) e Lisboa (freguesia de Benfica, edital de 31 de janeiro de 1978).